# HMS Hercules (1759)
Pour les autres navires du même nom, voir HMS Hercules.
Le HMS Hercules est un vaisseau de ligne de troisième rang, armé de 74 canons, en service dans la Royal Navy à la fin du XVIIIe siècle et au début du XIXe siècle. Construit par les chantiers de Deptford, il est lancé le 15 mars 1759. 

## Histoire
Le HMS Hercules prend part à la bataille des Cardinaux le 20 novembre 1759 sous le commandement de William Forterscue.
Le navire participe à la bataille des Saintes le 12 avril 1782 contre la flotte française, durant laquelle il déplore 6 tués et 16 blessés. Il est le troisième vaisseau dans la ligne de bataille qui brise la défense du navire amiral Ville-de-Paris.
Il est vendu désarmé en 1784.